# Châteaugiron
Châteaugiron (tiếng Breton: Kastell-Geron, Gallo: Chaujon) là một xã của tỉnh Ille-et-Vilaine, thuộc vùng Bretagne, miền tây bắc nước Pháp.

## Dân số
Người dân ở Châteaugiron được gọi là Castelgironnais.
| Năm | 1962 | 1968 | 1975 | 1982 | 1990 | 1999 |
| --- | ---- | ---- | ---- | ---- | ---- | ---- |
| Dân số | 1682 | 2060 | 2330 | 3244 | 4166 | 5500 |
| From the year 1962 on: No double counting—residents of multiple communes (e.g. students and military personnel) are counted only once. |      |      |      |      |      |      |